# Список офіційних ресурсів електронних петицій України
Е-петиції України — це ресурси, присвячені особливій формі колективного звернення — петиціям, які регулюються Статтею 23-1 Закону України «Про звернення громадян» та іншими нормативно-правовими актами.
У статті подано список офіційних ресурсів е-петицій України.

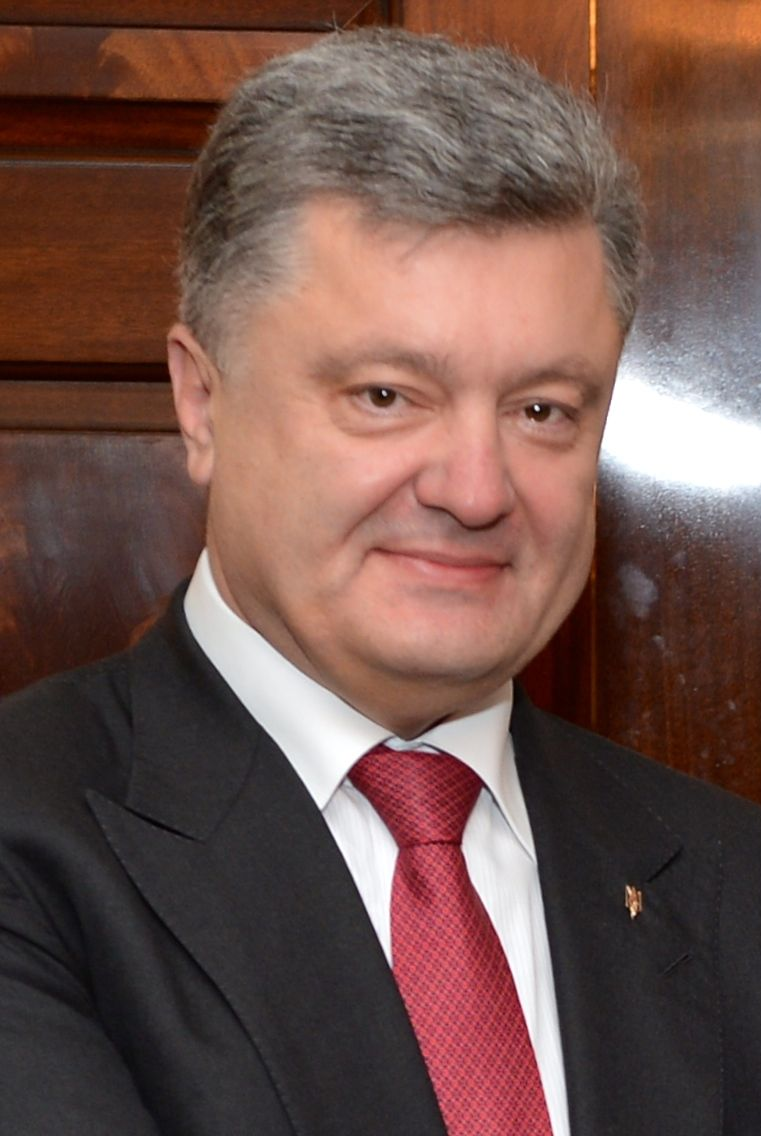
Петро Порошенко першим з Президентів України втілив законодавче положення щодо петицій.

## Історія
Після набуття Закону «Про внесення змін до Закону України „Про звернення громадян“ щодо електронного звернення та електронної петиції» № 577-VIII від 2 липня 2015 року було розширено форму взаємодії громадськості та органів публічної влади України щодо вирішення державних і суспільних питань. Згідно зі статтею 23-1 Закону України «Про звернення громадян» № 393/96-ВР від 2 жовтня 1996 року громадяни України можуть звернутися до Президента України, Верховної Ради, Кабінету Міністрів, органу місцевого самоврядування з електронними петиціями через офіційний вебсайт органу, якому вона адресована, або вебсайт громадського об'єднання, що збирає підписи на підтримку електронної петиції.
В електронній петиції має бути зазначено суть звернення, встановлено прізвище, ім'я, по батькові автора (ініціатора) даної петиції, адресу електронної пошти. На вебсайті відповідного органу чи громадського об'єднання, що збирає підписи, обов'язково зазначаються дата початку збирання підписів та інформація щодо загальної кількості та переліку осіб, які підписали електронну петицію.
Першим органом державної влади України, який втілив у життя законодавче положення щодо петицій, став Президент України. 28 серпня 2015 року почав функціювати спеціальний розділ «Електронні петиції» вебсайту Президента України.
На початку квітня 2017 року Київська міськрада заборонила для участі в голосуванні на підтримку петицій використання поштових адрес з російських поштових сервісів (mail.ru) тощо.

## Офіційні ресурси
У таблиці наведено офіційні ресурси органів влади України та громадських організацій, де можна зареєструвати, підписати петиції. Зазначено потрібна кількість потрібних голосів та термін збору підписів. Вказані й органи місцевого самоврядування які надали офіційну позицію щодо петицій у відповіді на відповідні звернення.
| Органи державної влади                                                        | |       |          |
| Президент України                                                             | Лінк [Архівовано 29 червня 2017 у Wayback Machine.]                                                      | 25000 | 90       |
| Верховна Рада України                                                         | Лінк | 25000 | 90       |
| Кабінет Міністрів України                                                     | Лінк [Архівовано 6 липня 2021 у Wayback Machine.]                                                        | 25000 | 90       |
| Автономна Республіка Крим                                                     | |       |          |
| Міста державного значення                                                     | |       |          |
| Київська міська рада                                                          | Лінк [Архівовано 20 лютого 2016 у Wayback Machine.]                                                      | 10000 | 90       |
| Севастопольська міська рада                                                   | |       |          |
| Вінницька область                                                             | |       |          |
| Місцеві органи державної виконавчої влади                                     | |       |          |
| Вінницька обласна державна адміністрація                                      | |       |          |
| Органи місцевого самоврядування                                               | |       |          |
| Вінницька обласна рада                                                        | Лінк [Архівовано 14 березня 2016 у Wayback Machine.]                                                     | 1000  | 90       |
| Міста обласного значення                                                      | |       |          |
| Вінницька міська рада                                                         | Лінк [Архівовано 22 лютого 2016 у Wayback Machine.]                                                      | 350   | 14       |
| Вінницький район                                                              | |       |          |
| Якушинецька сільська рада                                                     | Лінк [Архівовано 25 квітня 2016 у Wayback Machine.]                                                      | 100   | 45       |
| Волинська область                                                             | |       |          |
| Органи місцевого самоврядування                                               | |       |          |
| Волинська обласна рада                                                        | Лінк [Архівовано 25 квітня 2016 у Wayback Machine.]                                                      | 1000  | 30       |
| Міста обласного значення                                                      | |       |          |
| Луцька міська рада                                                            | Лінк [Архівовано 3 лютого 2016 у Wayback Machine.]                                                       | 300   | 14       |
| Володимир-Волинська міська рада                                               | Лінк [Архівовано 8 березня 2016 у Wayback Machine.]                                                      | 150   | 30       |
| Ковельська міська рада                                                        | Лінк [Архівовано 17 березня 2016 у Wayback Machine.]                                                     | 150   | 90       |
| Нововолинська міська рада                                                     | Лінк [Архівовано 25 квітня 2016 у Wayback Machine.]                                                      | 200   | 20       |
| Благодатна селищна рада                                                       | Лінк [Архівовано 9 лютого 2016 у Wayback Machine.]                                                       |       |          |
| Дніпропетровська область                                                      | |       |          |
| Місцеві органи державної виконавчої влади                                     | |       |          |
| Дніпропетровська обласна державна адміністрація                               | Лінк [Архівовано 19 лютого 2016 у Wayback Machine.] Лінк [Архівовано 21 лютого 2016 у Wayback Machine.]  | 900   | 30       |
| Міста обласного значення                                                      | |       |          |
| Дніпровська міська рада                                                       | Лінк [Архівовано 21 лютого 2016 у Wayback Machine.]                                                      | 900   | 30       |
| Кам'янська міська рада                                                        | Лінк [Архівовано 27 лютого 2016 у Wayback Machine.]                                                      | 250   | 90       |
| Криворізька міська рада                                                       | Лінк |       | 90       |
| Павлоградська міська рада                                                     | Лінк [Архівовано 24 лютого 2016 у Wayback Machine.]                                                      | 500   | 90       |
| Нікопольська міська рада                                                      | Лінк [Архівовано 25 квітня 2016 у Wayback Machine.]                                                      | 250   | 90       |
| Синельниківська міська рада                                                   | Лінк [Архівовано 17 березня 2016 у Wayback Machine.]                                                     | 500   | 90       |
| Донецька область                                                              | |       |          |
| Органи місцевого самоврядування                                               | |       |          |
| Міста обласного значення                                                      | |       |          |
| Бахмутська міська рада                                                        | |       |          |
| Костянтинівська міська рада                                                   | |       |          |
| Миколаївська міська рада                                                      | Лінк [Архівовано 25 квітня 2016 у Wayback Machine.]                                                      |       |          |
| Слов'янська міська рада                                                       | Лінк [Архівовано 31 березня 2016 у Wayback Machine.]                                                     | 250   | 30       |
| Краматорська міська рада                                                      | Лінк [Архівовано 16 лютого 2016 у Wayback Machine.]                                                      | 250   | 30       |
| Маріупольська міська рада                                                     | Лінк [Архівовано 8 квітня 2016 у Wayback Machine.]                                                       | 250   | 90       |
| Житомирська область                                                           | |       |          |
| Органи місцевого самоврядування                                               | |       |          |
| Міста обласного значення                                                      | |       |          |
| Житомирська міська рада                                                       | Лінк [Архівовано 4 березня 2022 у Wayback Machine.]                                                      | 250   | 90       |
| Коростишівський район                                                         | |       |          |
| Коростишівська міська рада                                                    | |       |          |
| Закарпатська область                                                          | |       |          |
| Органи місцевого самоврядування                                               | |       |          |
| Міста обласного значення                                                      | |       |          |
| Запорізька область                                                            | |       |          |
| Органи місцевого самоврядування                                               | |       |          |
| Запорізька обласна рада                                                       | |       |          |
| Міста обласного значення                                                      | |       |          |
| Приморський район                                                             | |       |          |
| Приморська міська рада                                                        | Лінк[недоступне посилання з липня 2019]                                                                  | 150   | 60       |
| Івано-Франківська область                                                     | |       |          |
| Органи місцевого самоврядування                                               | |       |          |
| Міста обласного значення                                                      | |       |          |
| Івано-Франківська міська рада                                                 | Лінк [Архівовано 24 лютого 2016 у Wayback Machine.]                                                      | 250   | 90       |
| Долинський район                                                              | |       |          |
| Долинська міська рада                                                         | Лінк [Архівовано 4 березня 2016 у Wayback Machine.]                                                      |       |          |
| Галицький район                                                               | |       |          |
| Галицька міська рада                                                          | |       |          |
| Київська область                                                              | |       |          |
| Міста обласного значення                                                      | |       |          |
| Славутицька міська рада                                                       | Лінк [Архівовано 20 лютого 2016 у Wayback Machine.]                                                      | 100   | 90       |
| Вишгородський район                                                           | |       |          |
| Вишгородська міська рада                                                      | Лінк [Архівовано 21 лютого 2016 у Wayback Machine.]                                                      |       |          |
| Києво-Святошинський район                                                     | |       |          |
| Боярська міська рада                                                          | Лінк [Архівовано 24 квітня 2017 у Wayback Machine.]                                                      | 300   | 90       |
| Обухівський район                                                             | |       |          |
| Українська міська рада                                                        | Лінк [Архівовано 3 березня 2016 у Wayback Machine.]                                                      | 100   | 90       |
| Кіровоградська область                                                        | |       |          |
| Органи місцевого самоврядування                                               | |       |          |
| Кіровоградська обласна рада                                                   | Лінк [Архівовано 25 квітня 2016 у Wayback Machine.]                                                      | 500   | 90       |
| Міста обласного значення                                                      | |       |          |
| Кропивницька міська рада                                                      | Лінк [Архівовано 9 квітня 2016 у Wayback Machine.]                                                       | 450   | 45       |
| Світловодська міська рада                                                     | Лінк [Архівовано 25 квітня 2016 у Wayback Machine.]                                                      |       |          |
| Олександрійська міська рада                                                   | |       |          |
| Петрівський район                                                             | |       |          |
| Петрівська районна рада                                                       | Лінк [Архівовано 25 квітня 2016 у Wayback Machine.]                                                      |       |          |
| Луганська область                                                             | |       |          |
| Органи місцевого самоврядування                                               | |       |          |
| Міста обласного значення                                                      | |       |          |
| Рубіжанська міська рада                                                       | |       |          |
| Лисичанська міська рада                                                       | Лінк [Архівовано 27 червня 2016 у Wayback Machine.]                                                      | 500   | 60       |
| Попаснянський район                                                           | |       |          |
| Попаснянська міська рада                                                      | Лінк [Архівовано 25 лютого 2016 у Wayback Machine.]                                                      | 100   | 90       |
| Львівська область                                                             | |       |          |
| Органи місцевого самоврядування                                               | |       |          |
| Міста обласного значення                                                      | |       |          |
| Львівська міська рада                                                         | Лінк [Архівовано 25 лютого 2016 у Wayback Machine.]                                                      | 500   | 60       |
| Самбірська міська рада                                                        | Лінк [Архівовано 2 березня 2016 у Wayback Machine.]                                                      | 100   | 90       |
| Самбірський район                                                             | |       |          |
| Самбірська районна рада                                                       | Лінк [Архівовано 25 квітня 2016 у Wayback Machine.]                                                      | 100   | 90       |
| Пустомитівський район                                                         | |       |          |
| Давидівська сільська рада                                                     | |       |          |
| Яворівський район                                                             | |       |          |
| Яворівська міська рада                                                        | Лінк [Архівовано 2 березня 2016 у Wayback Machine.]                                                      |       |          |
| Миколаївська область                                                          | |       |          |
| Органи місцевого самоврядування                                               | |       |          |
| Міста обласного значення                                                      | |       |          |
| Миколаївська міська рада                                                      | Лінк [Архівовано 3 березня 2022 у Wayback Machine.]                                                      | 1000  | 90       |
| Баштанський район                                                             | |       |          |
| Баштанська районна рада                                                       | Лінк [Архівовано 25 квітня 2016 у Wayback Machine.]                                                      |       |          |
| Баштанська міська рада                                                        | Лінк [Архівовано 9 квітня 2016 у Wayback Machine.]                                                       |       |          |
| Одеська область                                                               | |       |          |
| Органи місцевого самоврядування                                               | |       |          |
| Міста обласного значення                                                      | |       |          |
| Полтавська область                                                            | |       |          |
| Органи місцевого самоврядування                                               | |       |          |
| Міста обласного значення                                                      | |       |          |
| Полтавська міська рада                                                        | Лінк [Архівовано 18 лютого 2016 у Wayback Machine.]                                                      | 250   | 92       |
| Кременчуцька міська рада                                                      | Лінк [Архівовано 2 березня 2016 у Wayback Machine.]                                                      | 250   | 90       |
| Миргородська міська рада                                                      | Лінк [Архівовано 22 лютого 2016 у Wayback Machine.]                                                      | 100   | 90       |
| Рівненська область                                                            | |       |          |
| Органи місцевого самоврядування                                               | |       |          |
| Рівненська обласна рада                                                       | Лінк [Архівовано 29 січня 2016 у Wayback Machine.]                                                       | 1000  | 45       |
| Міста обласного значення                                                      | |       |          |
| Дубенська міська рада                                                         | Лінк [Архівовано 1 березня 2016 у Wayback Machine.]                                                      | 300   | 60       |
| Радивилівська міська рада                                                     | Лінк [Архівовано 22 лютого 2016 у Wayback Machine.]                                                      | 60    | 45       |
| Острозька міська рада                                                         | Лінк [Архівовано 25 квітня 2016 у Wayback Machine.]                                                      |       |          |
| Сумська область                                                               | |       |          |
| Органи місцевого самоврядування                                               | |       |          |
| Міста обласного значення                                                      | |       |          |
| Сумська міська рада                                                           | Лінк [Архівовано 21 лютого 2016 у Wayback Machine.]                                                      | 250   | 85       |
| Роменська міська рада                                                         | Лінк [Архівовано 15 лютого 2016 у Wayback Machine.]                                                      | 100   | 90       |
| Конотопська міська рада                                                       | Лінк [Архівовано 25 квітня 2016 у Wayback Machine.]                                                      | 200   | 90       |
| Тростянецький район                                                           | |       |          |
| Тростянецька міська рада                                                      | Лінк [Архівовано 2 березня 2016 у Wayback Machine.]                                                      |       |          |
| Тернопільська область                                                         | |       |          |
| Органи місцевого самоврядування                                               | |       |          |
| Міста обласного значення                                                      | |       |          |
| Тернопільська міська рада                                                     | Лінк [Архівовано 2 березня 2016 у Wayback Machine.]                                                      | 250   | 90       |
| Збаразький район                                                              | |       |          |
| Збаразька міська рада                                                         | Лінк [Архівовано 9 квітня 2016 у Wayback Machine.]                                                       |       |          |
| Заліщинський район                                                            | |       |          |
| Заліщинська міська рада                                                       | Лінк [Архівовано 25 квітня 2016 у Wayback Machine.]                                                      | 100   | 30       |
| Харківська область                                                            | |       |          |
| Органи місцевого самоврядування                                               | |       |          |
| Міста обласного значення                                                      | |       |          |
| Харківська міська рада                                                        | Лінк [Архівовано 22 січня 2016 у Wayback Machine.]                                                       | 5000  | 90       |
| Чугуївська міська рада                                                        | Лінк [Архівовано 22 липня 2010 у Wayback Machine.]                                                       | 320   | 30       |
| Первомайська міська рада                                                      | Лінк | 100   | 3 місяці |
| Херсонська область                                                            | |       |          |
| Органи місцевого самоврядування                                               | |       |          |
| Міста обласного значення                                                      | |       |          |
| Каховська міська рада                                                         | Лінк [Архівовано 25 квітня 2016 у Wayback Machine.]                                                      | 100   | 90       |
| Хмельницька область                                                           | |       |          |
| Органи місцевого самоврядування                                               | |       |          |
| Міста обласного значення                                                      | |       |          |
| Хмельницька міська рада                                                       | Лінк [Архівовано 15 лютого 2016 у Wayback Machine.]                                                      | 500   | 90       |
| Кам'янець-Подільська міська рада                                              | Лінк [Архівовано 21 лютого 2016 у Wayback Machine.]                                                      | 250   | 100      |
| Нетішинська міська рада                                                       | | 100   | 90       |
| Славутська міська рада                                                        | Лінк [Архівовано 2 березня 2016 у Wayback Machine.]                                                      | 250   | 30       |
| Старокостянтинівська міська рада                                              | Лінк [Архівовано 21 лютого 2016 у Wayback Machine.]                                                      |       |          |
| Деражнянський район                                                           | |       |          |
| Деражнянська міська рада                                                      | Лінк [Архівовано 9 лютого 2016 у Wayback Machine.]                                                       |       |          |
| Черкаська область                                                             | |       |          |
| Органи місцевого самоврядування                                               | |       |          |
| Міста обласного значення                                                      | |       |          |
| Золотоніська міська рада                                                      | Лінк [Архівовано 17 лютого 2016 у Wayback Machine.]                                                      | 100   | 90       |
| Чигиринський район                                                            | |       |          |
| Чигиринська міська рада                                                       | |       |          |
| Звенигородський район                                                         | |       |          |
| Звенигородська міська рада                                                    | Лінк [Архівовано 9 квітня 2016 у Wayback Machine.]                                                       |       |          |
| Чернівецька область                                                           | |       |          |
| Органи місцевого самоврядування                                               | |       |          |
| Міста обласного значення                                                      | |       |          |
| Чернівецька міська рада                                                       | Лінк [Архівовано 16 березня 2016 у Wayback Machine.] Лінк [Архівовано 12 квітня 2016 у Wayback Machine.] | 250   | 30       |
| Вижницька міська рада                                                         | Лінк [Архівовано 21 лютого 2016 у Wayback Machine.]                                                      | 75    | 90       |
| Чернігівська область                                                          | |       |          |
| Органи місцевого самоврядування                                               | |       |          |
| Міста обласного значення                                                      | |       |          |
| Чернігівська міська рада                                                      | Лінк [Архівовано 22 лютого 2016 у Wayback Machine.]                                                      | 250   | 30       |
| Ніжинська міська рада                                                         | Лінк [Архівовано 25 квітня 2016 у Wayback Machine.]                                                      | 72    | 75       |
| Бахмацький район                                                              | |       |          |
| Батуринська міська рада                                                       | |       |          |
| Сосницький район                                                              | |       |          |
| Сосницька селищна рада                                                        | Лінк [Архівовано 9 лютого 2016 у Wayback Machine.]                                                       |       |          |
| Громадські організації                                                        | |       |          |
| ГО "Асоціація Політичних Наук" [Архівовано 26 червня 2018 у Wayback Machine.] | Лінк [Архівовано 14 липня 2018 у Wayback Machine.]                                                       |       |          |